# Teenage Mutant Ninja Turtles III: Radical Rescue
Teenage Mutant Ninja Turtles III: Radical Rescue, anche conosciuto come Teenage Mutant Hero Turtles III: Radical Rescue in Europa e Teenage Mutant Ninja Turtles 3: Turtles Kiki Ippatsu (ティーンエイジ・ミュータント・ニンジャ・タートルズ3: タートルズ危機一発?, Tīneiji Myūtanto Ninja Tātoruzu Surī: Turtles Kiki Ippatsu) in Giappone, è un videogioco a piattaforme del 1993 sviluppato e pubblicato dalla Konami per Game Boy. Si tratta del terzo titolo di una serie iniziata con Teenage Mutant Ninja Turtles: Fall of the Foot Clan e proseguita con Teenage Mutant Ninja Turtles II: Back from the Sewers.